# Лунін Борис Сергійович
Борис Сергійович Лунін (нар. 8 квітня 1944 — пом. 2016) — радянський і російський тенісист, тренер з тенісу. Майстер спорту СРСР, заслужений тренер РРФСР.

## Біографія
Народився в 1944 році. У дитинстві захопився тенісом. Виступав за московські ДСО « Спартак » в 1955-1972 рр. і за « Динамо » з 1972 року. Абсолютний чемпіон ДСО «Спартак» (1968, 1971). Чемпіон ЦС ДСТ «Динамо» (1974-75) в парному розряді. Чемпіон Москви (1971) в міксті. Переможець Спартакіади Москви (1974) у складі «Динамо».
У 1964 році виконав норматив на звання майстра спорту СРСР.
Закінчив Російський державний університет фізичної культури, спорту, молоді та туризму. Протягом багатьох років працював в якості тренера. Тренер ДСТ «Динамо» (Москва) в 1972-1989, юнацької збірної Алжиру - 1989-1990 рр., Російської академії тенісу в 1991-1993 рр., Тренер і старший тренер тенісного клубу «Баффі» в 1993-1996   . Також працював у Франції і в США  .
У 1983 році за свої успіхи на тренерському терені був удостоєний почесного звання «Заслужений тренер РРФСР». Серед підопічних Бориса Сергійовича -  О. Богомолов, сестри Алла і Юлія Сальникова, М. Чувиріна, Є. Кафельников, О. Бовіна .
Помер у листопаді 2016 року .